# اندرو سانچز
اندرو سانچز (انگلیسی: Andrew Sanchez؛ زادهٔ ۸ آوریل ۱۹۸۸) ورزشکار هنرهای رزمی ترکیبی اهل ایالات متحده آمریکا است. وی از سال ۲۰۱۲ میلادی تاکنون مشغول فعالیت بوده‌است.